# Kongsøya
Kongsøya é uma ilha do arquipélago da Terra do Rei Carlos, Svalbard, Noruega. É a maior ilha da Terra do Rei Carlos e é desabitada.